# محمد يحيى
محمد يحيى (بالإنجليزية: Yahaya Mohamed)‏ (17 فبراير 1988 بأكرا في غانا - ) هو لاعب كرة قدم غاني في مركزي قلب الدفاع والوسط. شارك مع منتخب غانا تحت 20 سنة لكرة القدم. أما مع النوادي، فقد لعب مع أشانتي كوتوكو ونادي نيس وTema Youth F.C. ‏ وليجون سيتيز وAmidaus Professionals F.C. ‏ وReal Tamale United ‏.

## وصلات خارجية
- محمد يحيى على موقع قاعدة بيانات كرة القدم.إي يو (الإنجليزية)
- محمد يحيى على موقع ناشيونال فوتبول تيمز (الإنجليزية)